# Попашенко, Иван Петрович
Ива́н Петро́вич Попаше́нко (1898—1940) — начальник Управления НКВД по Средне-Волжскому краю, старший майор государственной безопасности (1935). Входил в состав особой тройки НКВД СССР. Начальник Оперативного отдела НКВД СССР. Расстрелян в 1940 году. Признан не подлежащим реабилитации.

## Биография
Родился на хуторе Перебой Воронежской губернии (ныне — в составе села Покровка Павловского района Воронежской области) в семье крестьянина-бедняка из местных украинцев. В Самарканд переехал с семьёй в 1906 г. Учился в 4-классном приходском училище Самарканда с 1910 по 1915 гг. Канцелярист, писарь гражданского стола Самаркандского окружного суда с марта 1915 г. по январь 1918 г. Состоял в РКП(б) с июля 1918 г. Рядовой в отряде в Самарканде (по совместительству) с февраля по май 1918 г., секретарь Самаркандского областного ревтрибунала с марта 1918 г. по март 1919 г., затем председатель Самаркандского областного революционного трибунала с марта 1919 г. по март 1920 г.
Следователь Особого отдела ВЧК Самаркандо-Бухарской группы войск, уполномоченный по организации районной ЧК в Бухаре, Особого отдела ВЧК военной экспедиции в Восточной Бухаре. В 1920—1921 гг. начальник Агентурного отделения, заместитель начальника пограничного Особого отдела ВЧК № 1. В 1921—1923 гг. уполномоченный, помощник начальника Секретно-оперативной части Особого отдела, помощник начальника Особого отдела ВЧК—ГПУ Туркестанского фронта, начальник Особого отдела Полномочного представительства ГПУ—ОГПУ по Туркестану, уполномоченный Особого отдела Полномочного представительства ОГПУ по Юго-Востоку. В 1923—1924 гг. помощник начальника Особого отдела ОГПУ Северо-Кавказского военного округа, помощник начальника, начальник Секретно-оперативной части Кубано-Черноморского областного отдела ГПУ. В 1924—1928 гг. начальник Особого отдела, Секретно-оперативной части, заместитель начальника Кубанского окружного отдела ГПУ. В 1928—1930 гг. начальник Особого отдела ОГПУ 10-й кавалерийской дивизии (Северо-Кавказский военный округ). В 1930—1932 гг. начальник Информационного отдела Полномочного представительства ОГПУ по Северо-Кавказскому краю, начальник Информационно-регистрационного отдела Полномочного представительства ОГПУ по Северо-Кавказскому краю, заместитель начальника, начальник Особого отдела Полномочного представительства ОГПУ по Средней Азии, начальник Особого отдела ОГПУ Средне-Азиатского военного округа. В 1933—1935 гг. начальник Кубанского оперативного сектора ГПУ—НКВД. В 1934—1935 гг. начальник Управления НКВД по Адыгейской автономной области. В 1935—1937 гг. заместитель начальника Управления НКВД по Азово-Черноморскому краю. В январе-сентябре 1937 г. начальник Управления НКВД по Куйбышевской области, начальник Особого отдела НКВД Приволжского военного округа. Этот период отмечен вхождением в состав особой тройки, созданной по приказу НКВД СССР от 30.07.1937 № 00447 и активным участием в сталинских репрессиях. Как видный представитель северокавказской группировки Е. Г. Евдокимова в НКВД переведён в Москву осенью 1937 г.
В октябре 1937 г. — марте 1938 г. начальник Административно-хозяйственного управления НКВД СССР. В марте-сентябре 1938 г. начальник II (Оперативного) отдела I-го Управления НКВД СССР. С 29 сентября 1938 г. начальник III специального отдела НКВД СССР. Как начальник Оперативного отдела НКВД СССП отвечал за аресты, обыски и доставку арестованных в московские тюрьмы по линии «правотроцкистского подполья» и национальных операций НКВД по линии ГУГБ НКВД СССР. 

## Завершающий этап
Арестован 4 ноября 1938 г. Осужден к высшей мере наказания Военной коллегией Верховного Суда СССР 19 января 1940 г. по Списку Л. Берии от 16.1.1940 г. по обвинению в «участии в антисоветской заговорщической террористической организации Ежова-Фриновского-Евдокимова». Расстрелян в ночь на 21 января 1940 года вместе с группой руководящих сотрудников центрального аппарата и региональных управлений НКВД (Н. Т. Зарифов, В. М. Круковский, Д. М. Соколинский, Н. А. Загвоздин, Н. И. Иванов, Н. П. Кучинский, С. В. Ратнер и др.). Место захоронения — «могила невостребованных прахов» № 1  крематория Донского кладбища. 
26 ноября 2013 г. определением Военной коллегии Верховного суда РФ признан не подлежащим реабилитации.

## Звания
- старший майор государственной безопасности (29 ноября 1935).

## Награды
- знак «Почётный работник ВЧК—ГПУ (V)» № 583 в 1930
- орден Красного Знамени, 23 апреля 1930
- орден Красной Звезды, 7 декабря 1932[10]
- орден Трудового Красного Знамени Туркменской ССР (1932).